# بارسق گیراگوسیان
بارسق آرتیومی کیراکوسیان (ارمنی: Բարսեղ Արտյոմի Կիրակոսյան؛ زادهٔ ۲۳ سپتامبر ۱۹۸۲) یک بازیکن فوتبال در پست هافبک، مدافع اهل ارمنستان است.

## باشگاهی
از باشگاه‌هایی که در آن بازی کرده‌است می‌توان به FC Spartak Vladikavkaz (2008)، آفتودور ولادی‌قفقاز، لادا-تولیاتی، کاماز نابرژنیه چلنی، ماشوک-کی‌ام‌وی پیتیگورسک، خیمکی، ینی‌سئی کراسنویارسک، لکوموتیو لیسکی و ماشوک-کی‌ام‌وی پیتیگورسک اشاره کرد.

## تیم ملی
وی همچنین در تیم ملی فوتبال ارمنستان بازی کرده است. کیراکوسیان نخستین بازی ملی خود را که در چهارچوب CIT-8 بود در تاریخ ۱۸ فوریه ۲۰۰۴ در پافوس در مقابل مجارستان انجام داده است.

### آمارهای تیم ملی
| تیم ملی فوتبال ارمنستان | تیم ملی فوتبال ارمنستان | تیم ملی فوتبال ارمنستان |
| سال                     | حضورها                  | گل‌ها                    |
| ----------------------- | ----------------------- | ----------------------- |
| ۲۰۰۴                    | ۴                       | ۰                       |
| مجموعاً                  | ۴                       | ۰                       |